# Mammutbäume (Kölpin)

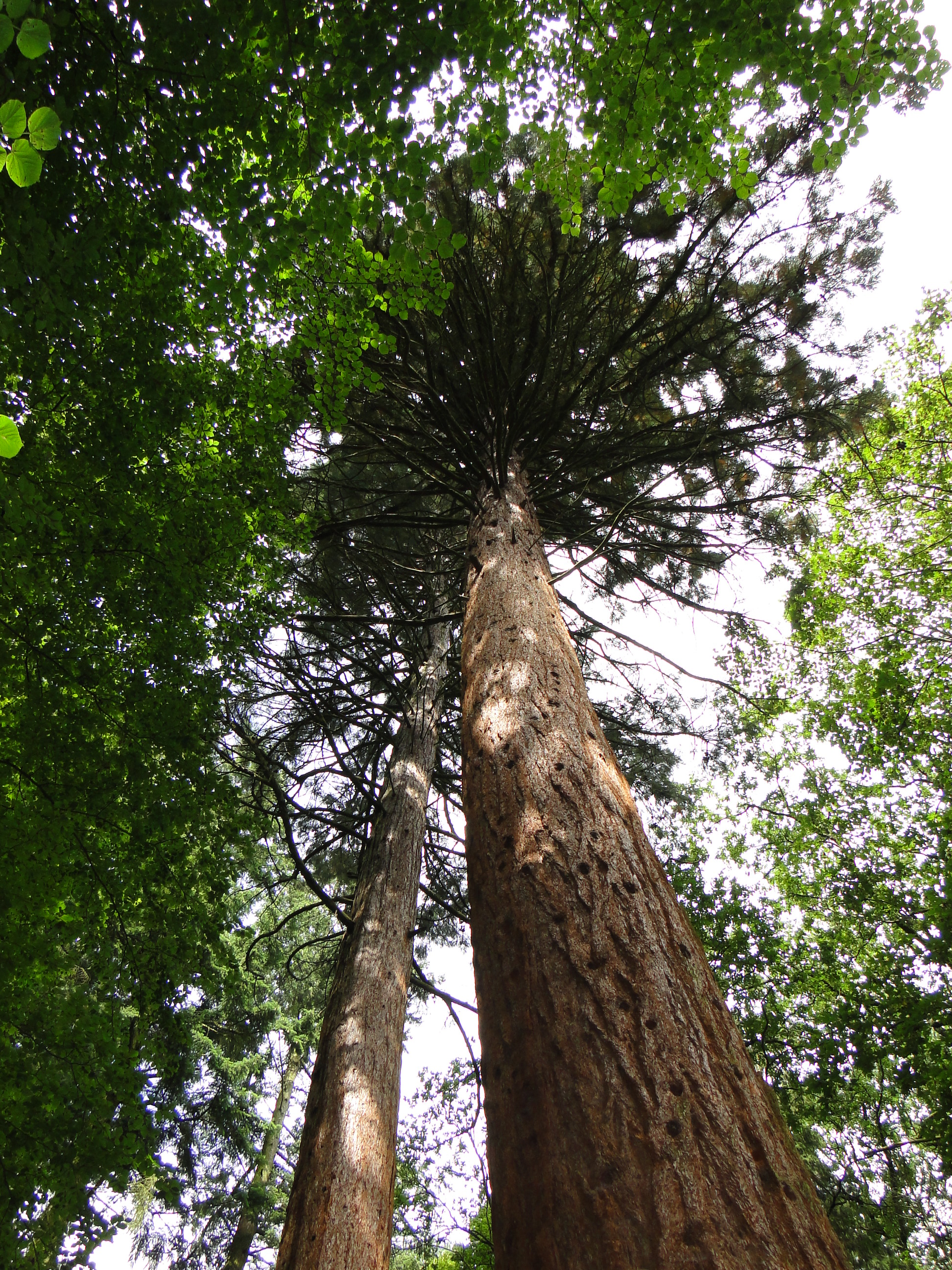
Mammutbäume bei Kölpin

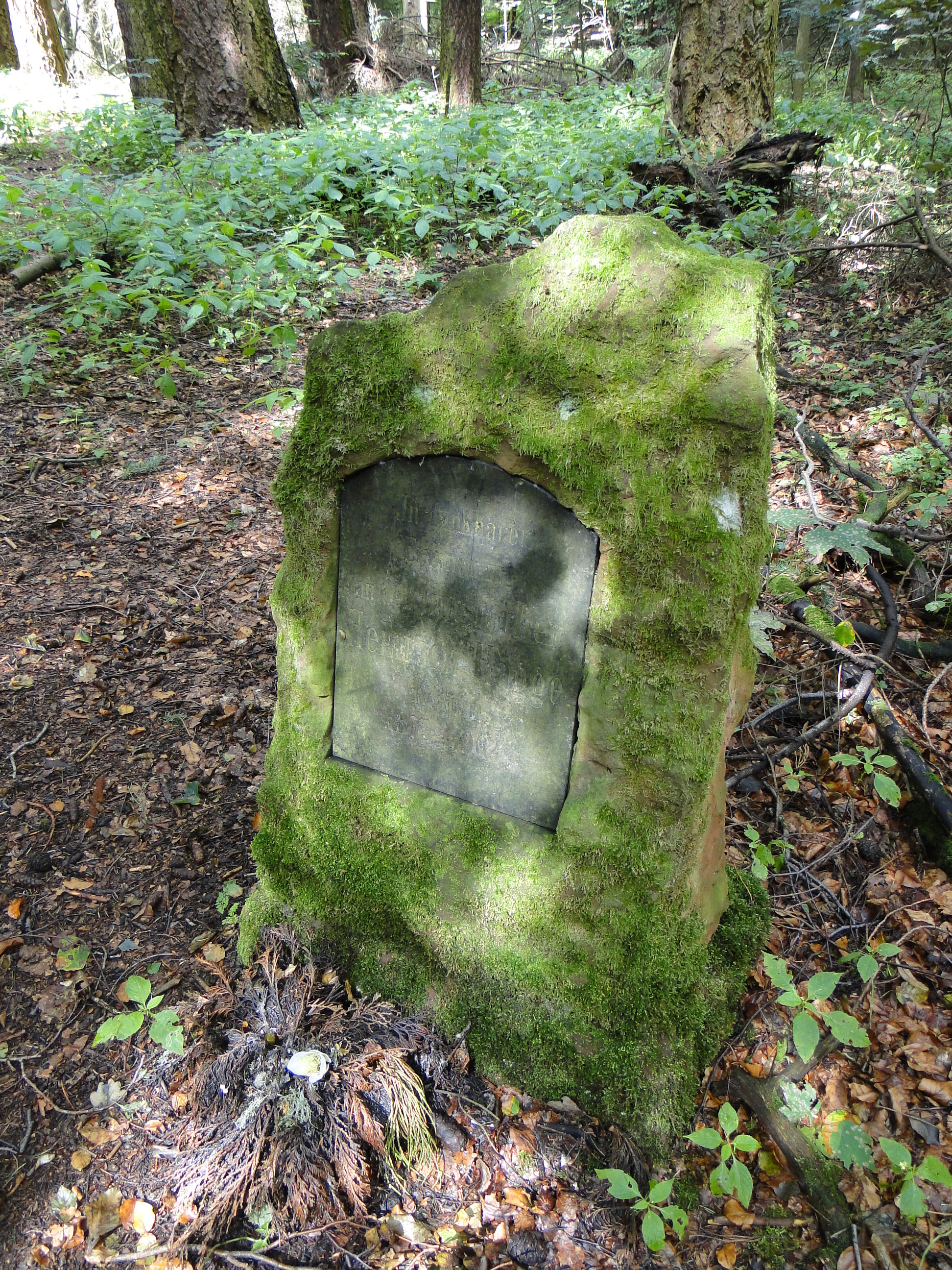
Gedenkstein für Gutsförster Heinrich Hagge

Die zwei Mammutbäume bei Kölpin in der Gemeinde Demen im Landkreis Ludwigslust-Parchim, Mecklenburg-Vorpommern, sind ein Naturdenkmal. Es handelt sich um Vertreter der Art Riesenmammutbaum (Sequoiadendron giganteum).
Die beiden Bäume liegen in einem zum Naturpark Sternberger Seenland gehörenden Waldgebiet zwischen dem Demener Ortsteil Kölpin und dem Crivitzer Ortsteil Basthorst. Sie sind fußläufig über einen Weg 350 Meter östlich der Landesstraße 9 zu erreichen. Auf das Naturdenkmal wird vor Ort an diesem Weg durch einen hölzernen Wegweiser hingewiesen. Nahe den Mammutbäumen befinden sich zwei Tümpel. Der größere trägt den Namen Schapwäsch (plattdeutsch für Schafwäsche).
Der stärkere der über 40 Meter hohen Riesenmammutbäume besitzt in einem Meter Höhe einen Stammdurchmesser von über zwei Metern. Unter Gutsbesitzer Julius Hüniken und seinem Gutsförster Heinrich Hagge kam es seit den 1870er Jahren zu Aufforstungen in den Besitzungen. Hüniken war Mitglied im Verein Mecklenburgischer Forstwirte. Durch sein dendrologisches Interesse fanden auch Pflanzungen seltener Baumarten, wie etwa dieser sonst in Nordamerika an den Westhängen der Sierra Nevada in Kalifornien beheimateten Riesenmammutbäume, statt.
Im Volksmund werden die beiden Mammutbäume Adam und Eva genannt.
Am Fuße der Bäume steht ein Gedenkstein für den Gutsförster Heinrich Hagge, der von 1875 bis 1904 im Forstgut tätig war.
Aufschrift: „In dankbarer Erinnerung an den Gutsförſter Heinrich Hagge Kölpin 1875–1904“
Im Wappen der Gemeinde Demen mit seinen Ortsteilen Buerbeck, Kobande und Venzkow befinden sich zwei schräg gekreuzte, an den oberen Enden rotgoldenbrennende rote Baumstämme. Diese Baumstämme sollen zugleich die im Gemeindegebiet vorhandenen großen Wälder symbolisieren, vor allem aber stehen sie für eine dendrologische und forstliche Sehenswürdigkeit, für die beiden Riesenmammutbäume im Kölpiner Forst.